# Euriphene kamitugensis
Euriphene kamitugensis är en fjärilsart som beskrevs av Abel Dufrane 1945. Euriphene kamitugensis ingår i släktet Euriphene och familjen praktfjärilar. Inga underarter finns listade i Catalogue of Life.